# Аловеј (Висконсин)
Аловеј (енгл. Allouez) град је у америчкој савезној држави Висконсин.

## Демографија
По попису из 2010. године број становника је 13.975, што је 1.468 (-9,5%) становника мање него 2000. године.
| Група             | 2000.          | 2010.          |
| Белци             | 14.139 (91,6%) | 12.340 (88,3%) |
| Афроамериканци    | 717 (4,6%)     | 703 (5,0%)     |
| Азијати           | 130 (0,8%)     | 249 (1,8%)     |
| Хиспаноамериканци | 199 (1,3%)     | 383 (2,7%)     |
| Укупно            | 15.443         | 13.975         |